# Casa-fàbrica Mateu
La casa-fàbrica Mateu és un conjunt arquitectònic situat al carrer de la Mare de Déu del Pilar, 16-18 de Barcelona. Actualment acull la seu de la Fundació Escolta Josep Carol.

## Història
El setembre del 1835, el fabricant d'estampats Pere Mateu i Parera va demanar permís per a construir un edifici de planta baixa i tres pisos al carrer d'en Cuc (actualment Mare de Déu del Pilar, 16), segons el projecte de l'arquitecte Josep Buxareu. Uns mesos després, el gener del 1836, Mateu va demanar novament permís per a aixecar un quart pis a l'edifici en construcció, fins a l'alçada màxima permesa de 93 pams.
Va morir el 1854, i la vídua Madrona Masó va atorgar poders al seu gendre Miquel Llobet i de Porta per a continuar amb el negoci: «Cuch, 16, Fàbrica de estampados en pañolería de seda, lana y algodón, con tinte especial para la misma. Surtido de pañuelos de las citadas clases. D. Miguel Llobet.», que el 1857 compartia les instal·lacions amb el fabricant de teixits de seda Miquel Balet i Enrich: «Cuch, 16, Fábrica de sedería de Miguel Balet y Enrich. Tejidos de seda. Especialidades en pañuelos de crespon de todas clases y precios. Espediciones á todas partes.» El 1869, Marianna Mateu, filla de Pere i Madrona, va demanar permís per a reconstruir la casa del núm. 18, segons el projecte del mestre d'obres Narcís Nuet.
La seva filla Madrona Llobet i Mateu es va casar amb l'adroguer Josep Llobet i Vilaclara, que el 1902 va demanar el canvi al sistema d'aforament de la ploma d'aigua de Montcada que abastia la casa-fàbrica i traslladar-la al nou edifici que havia fet construir a la cantonada dels carrers de la Princesa i de Montcada, projectat per l'arquitecte Enric Fatjó. Hi vivia el matrimoni amb els seus dotze fills, entre els quals hi havia Josep Llobet i Llobet (1875-1937), un dels fundadors del FC Barcelona.
A principis del segle xx, la casa-fàbrica va passar a mans d'Eudald Baxarias i Rosals, que hi tenia la llautoneria i foneria de bronze i coure «La Moderna», posteriorment Baxarias i Codina i després Casa Baxarias, sota la regència del seu gendre Josep Maria de Codina i Vaxeras, que fabricava una àmplia gamma de vàlvules i aixetes, incloent-hi la majoria de les de les fonts públiques de Barcelona. Fins a la dècada del 1990, hi havia una aixeta gegant com a reclam publicitari.

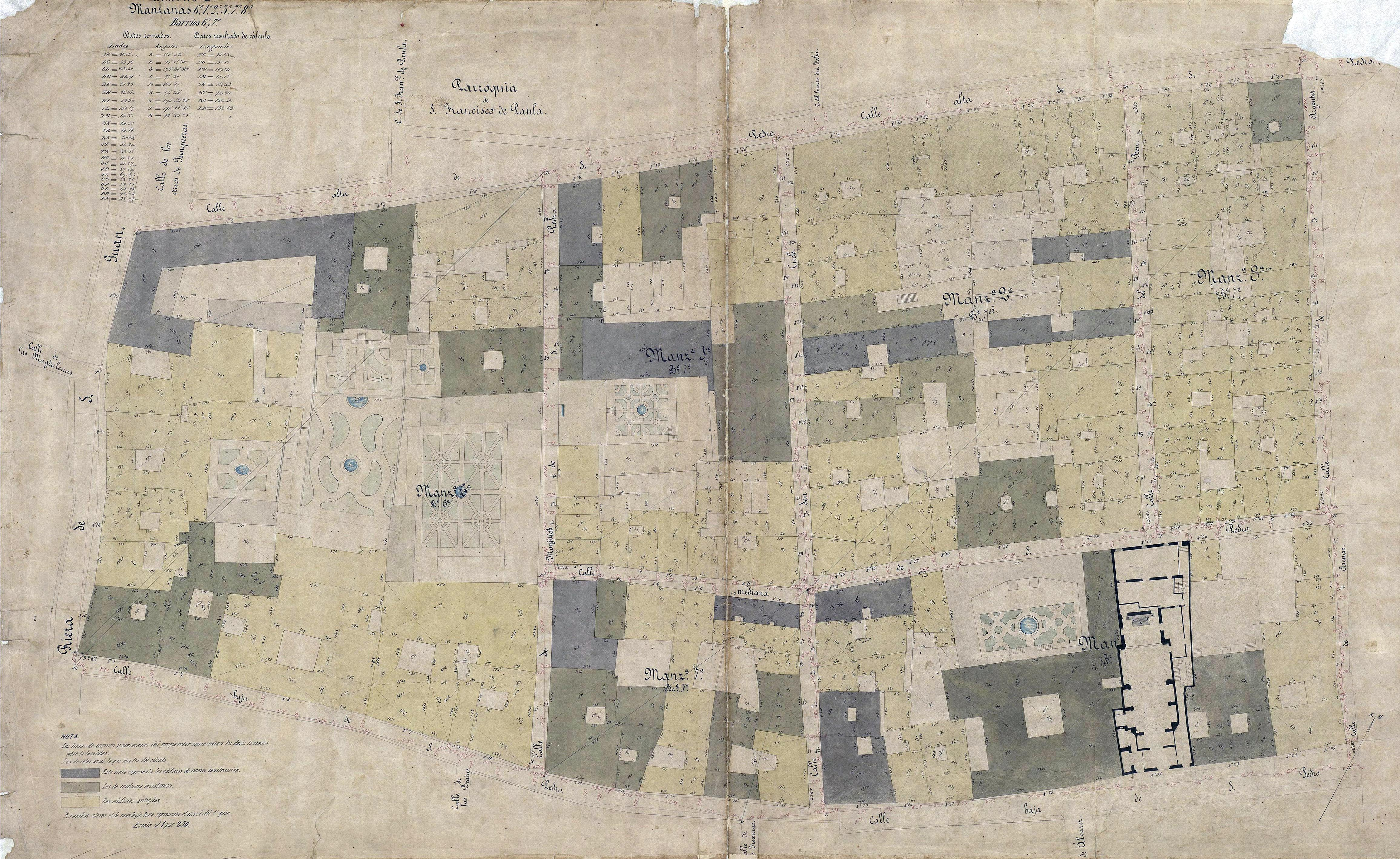
Quarteró núm. 24 de Garriga i Roca (c. 1860)